# London (filme estadunidense de 2005)
London (original: London) é um filme americano, lançado no ano 2005 e é centrado em uma festa de Manhattan. O filme, produzido por Paul Davis-Miller e Bonnie Timmermann, foi dirigido e escrito por Brian "Hunter" Richards. É estrelado por Jessica Biel, Jason Statham, Joy Bryant, Dane Cook e Chris Evans.

## Sinopse
Syd (Chris Evans) é um jovem cuja vida é largada e futil. Depois de quase sofrer uma overdose de drogas, ele percebe que está prestes a perder a única mulher que amou na vida: London (Jessica Biel).

## Elenco
- Jason Statham .... Bateman
- Jessica Biel .... London
- Joy Bryant .... Mallory
- Dane Cook .... Cockblocker
- Isla Fisher .... Becca
- Kelli Garner .... Maya
- Chris Evans... Syd